# لانگبرنچ (واشینگتن)
لانگبرنچ (به انگلیسی: Longbranch) یک منطقهٔ مسکونی در ایالات متحده آمریکا است که در شهرستان پیرس، واشینگتن واقع شده‌است.